# Rue Fondaudège
La rue Fondaudège est une rue de la ville de Bordeaux.

## Situation et accès
Cet axe, orienté vers le nord-ouest, s'inscrit dans le prolongement des allées de Tourny en direction de la Barrière du Médoc. Elle relie la place Tourny à la rue de La Croix de Seguey, qui la prolonge vers les boulevards.
Depuis décembre 2019, la rue est parcourue par la ligne D du tramway de Bordeaux. Elle est desservie par les stations Fondaudège-Museum, à proximité de la place Charles Gruet, et Croix de Seguey, sur la place Marie Brizard.

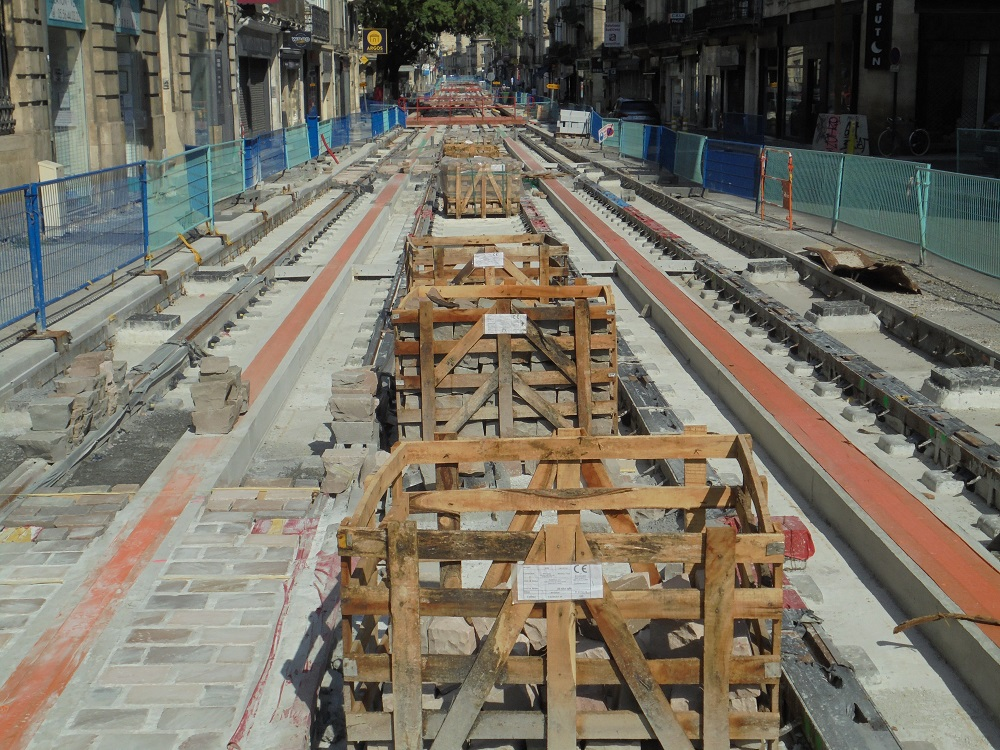
Rue Fondaudège travaux tramway août 2018

## Origine du nom
La rue tire son nom de la fontaine d'Odeia, source d'un petit affluent de la Garonne, connu sous le nom d'estey d'Audeyola (1450), qu'elle longe sur sa rive droite. Le nom antique de la fontaine a donné en gascon l'appellation Houn d'Audeya (ou fons d'Audeia en latin médiéval), corrigée en Font d'Audège, dont Fondaudège est une forme agglutinée.

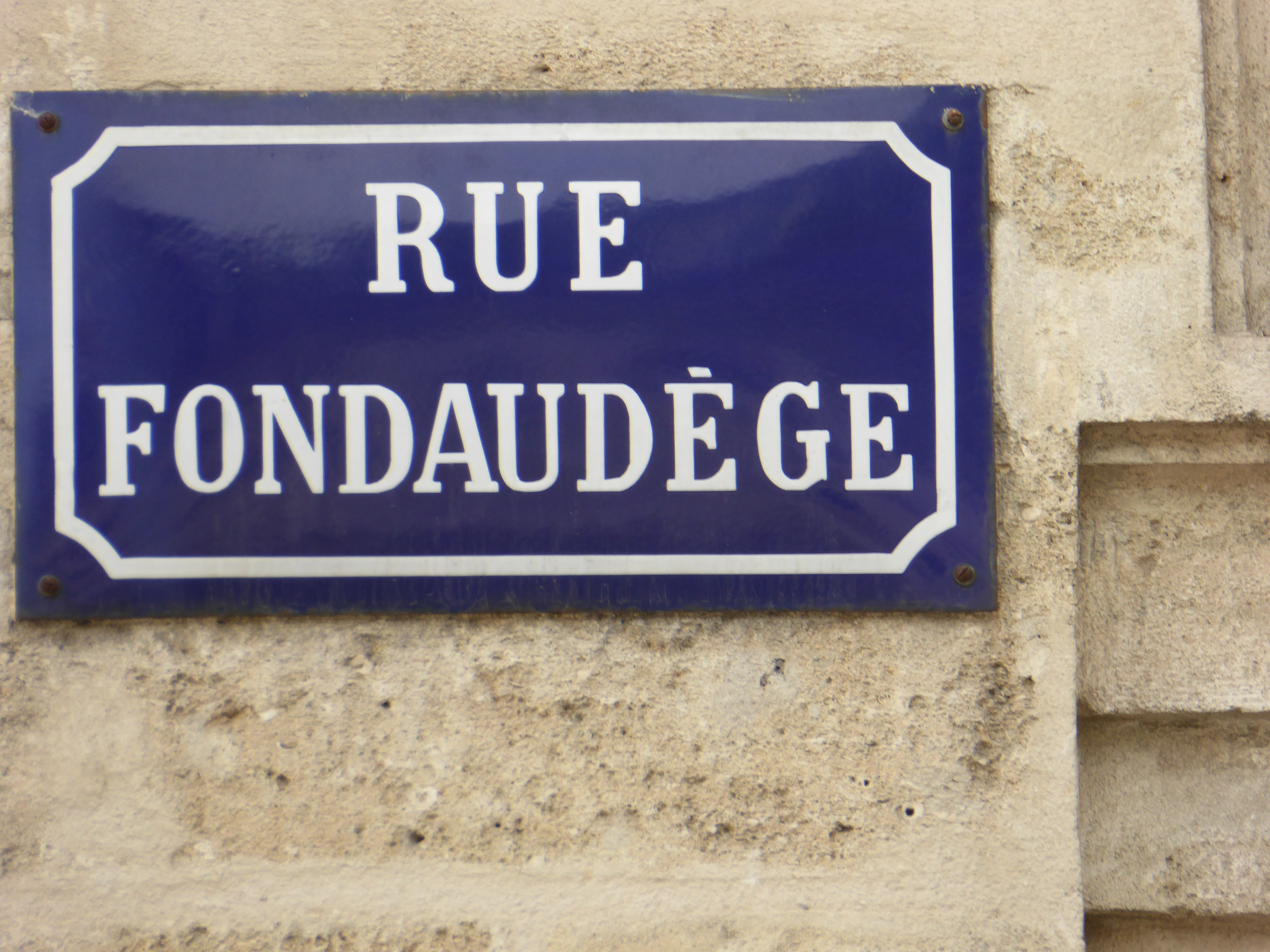
Plaque de rue
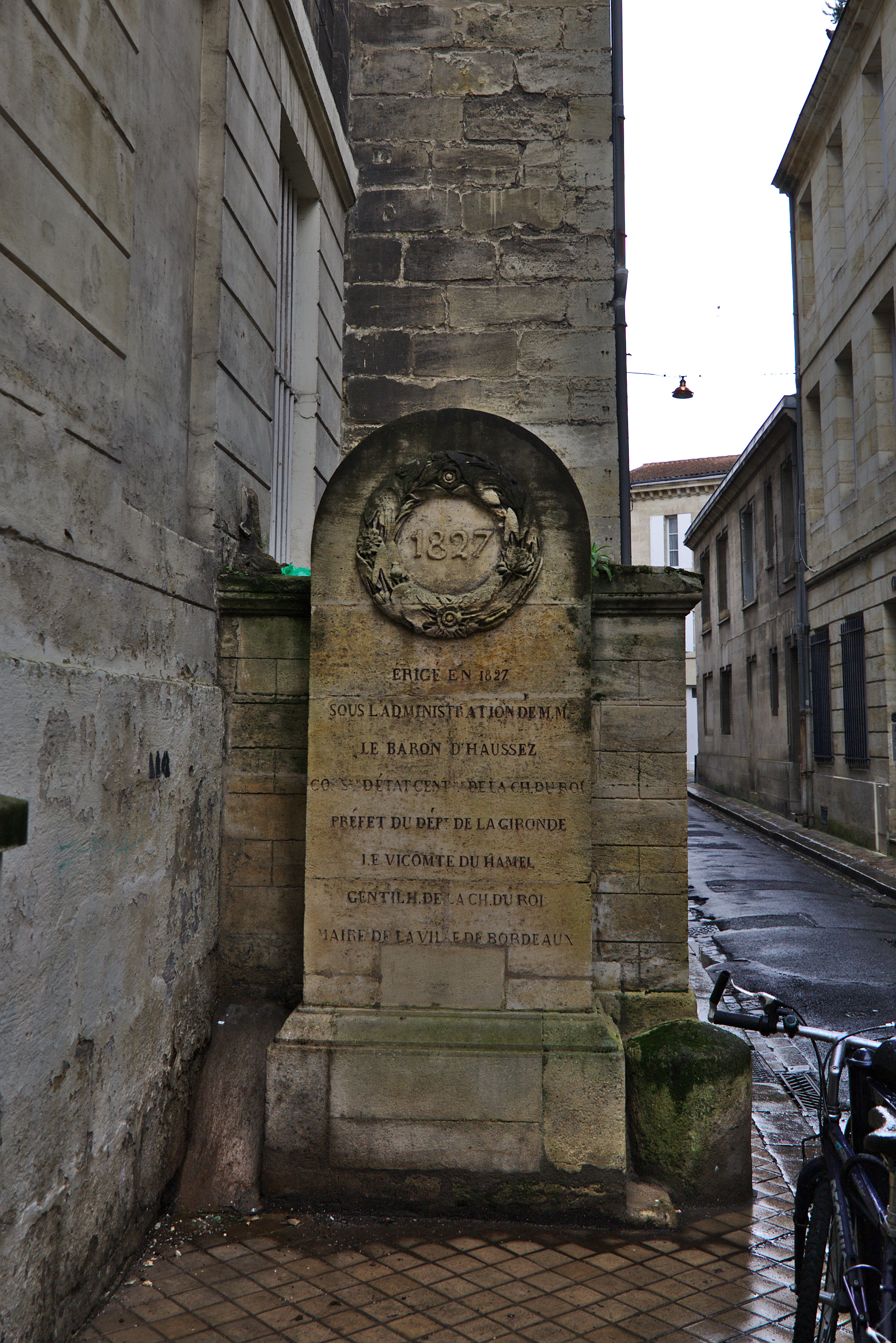
La fontaine éponyme se trouve passage Robert Picqué.
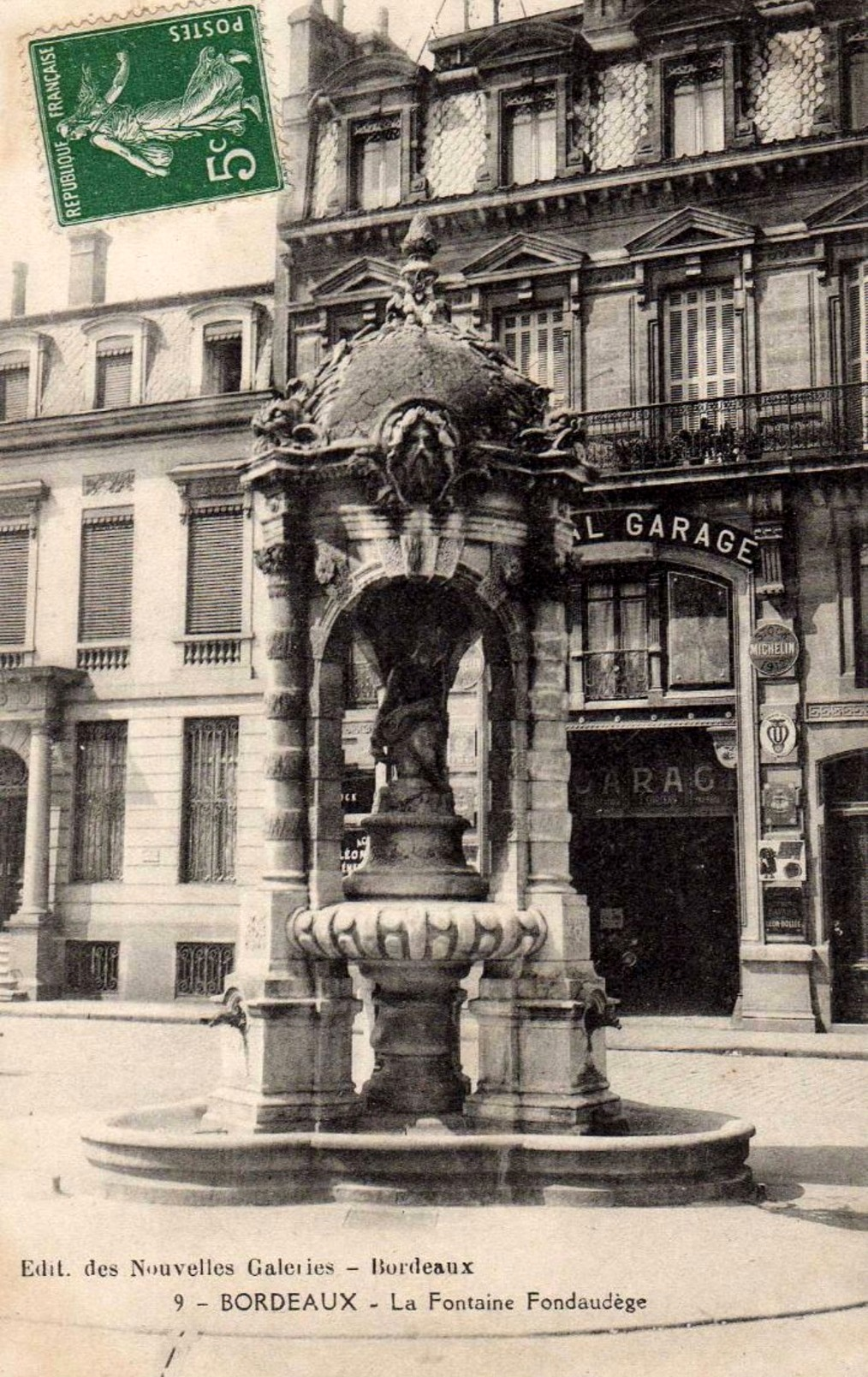
Fontaine place Charles-Gruet vers 1900-1920. En arrière plan, le Central Garage

## Historique

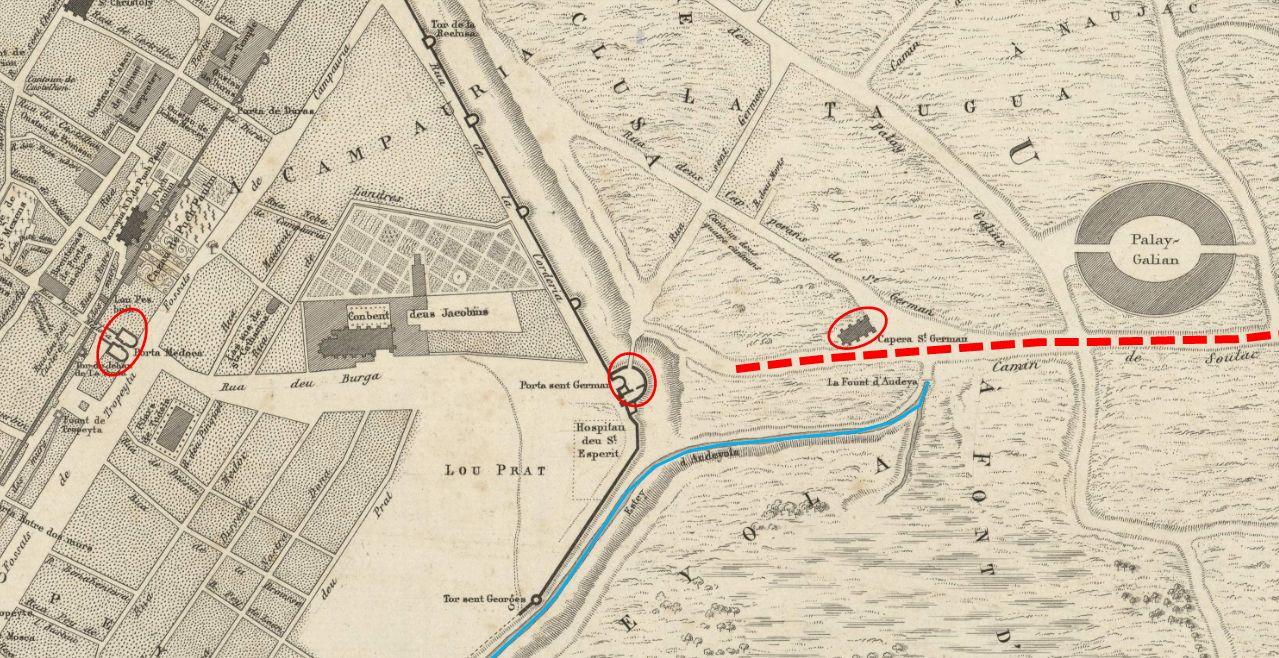
Situation de la rue Fondaudège en 1450 (d'après Léo Drouyn)

La rue Fondaudège reprend le tracé de l'antique route du Médoc (via medulica puis grand chemin de Soulac — voir image ci-contre). Le début de cette ancienne Lébade du Médoc commence à l'ancienne porte Saint-Germain, actuelle place Tourny. Elle desservait sur son côté ouest l'ancienne chapelle Saint-Germain, détruite au XVe siècle, le quartier des tanneries où se trouve la fontaine (côté est), puis passait à proximité des arènes dites Palais Gallien, et pour cela était souvent nommée rue des Arènes.

## Bâtiments remarquables et lieux de mémoire

### Place Charles-Gruet
Sur cette place très ancienne, appelée place Fondaudège jusqu'en 1929, se dresse une fontaine. En face, aux nos 16 et 17, se situe le Central Garage qui a succédé à l'agence des voitures De Dion-Bouton et Dietrich, fondée en 1898 à la place de l'entreprise de chaudronnerie d'Émile Carde. En 1990, Guy Chadal, propriétaire depuis trente ans de l'agence d'automobile, cède le garage à Olivier Charron,. En mai 2018, le garage est détruit par un incendie.